# Embandeiramento em arco

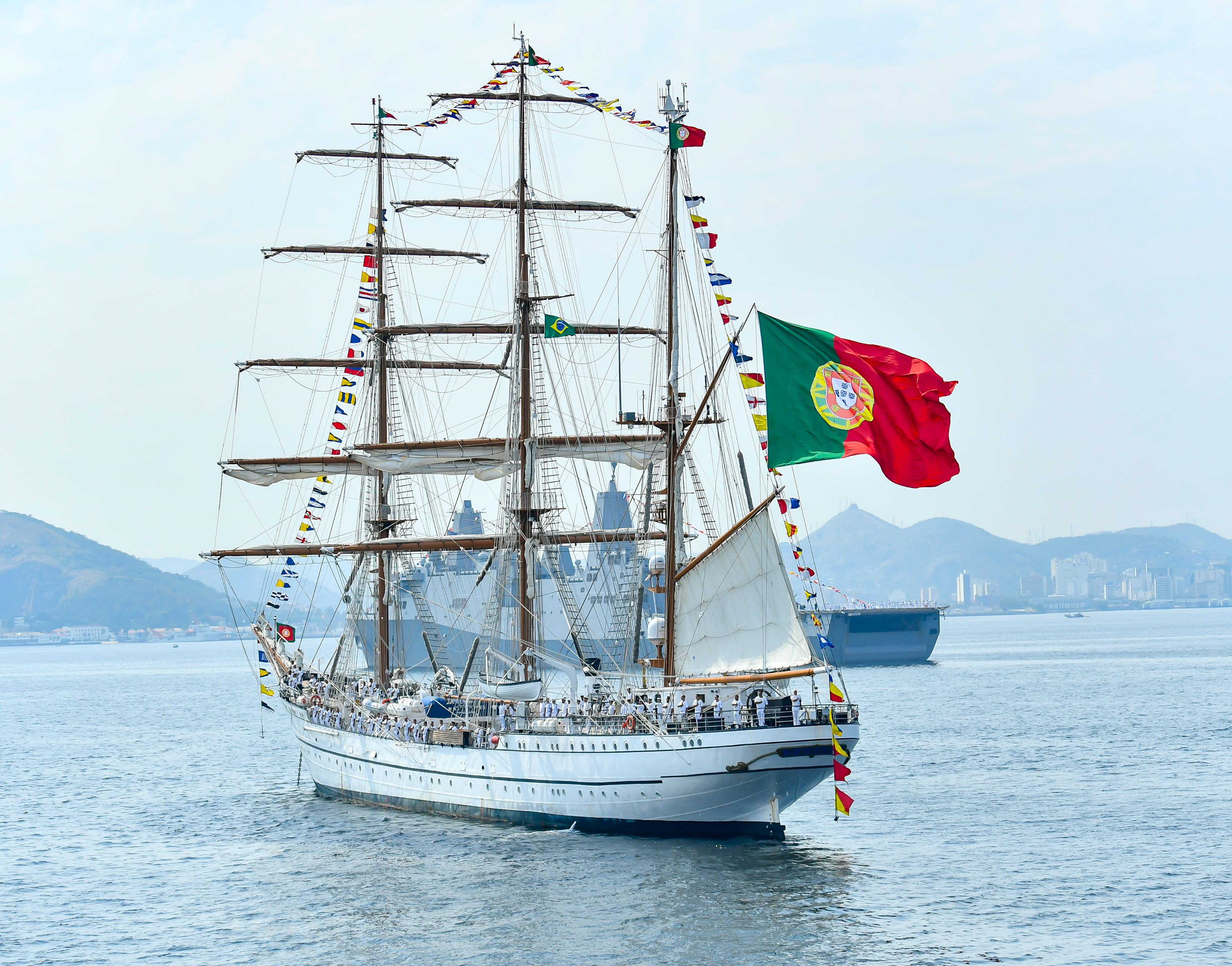
O embandeirado em arco durante a revista naval do Rio de Janeiro em 2022.

O embandeiramento em arco, consiste na prática náutica de decorar uma embarcação com bandeiras do código internacional de sinais, colocadas em série desde a proa até à popa, passando pelos topes dos mastros. É realizado em ocasiões especiais, como sinal de celebração de eventos festivos de caráter nacional, local ou pessoal, por oposição ao embandeiramento particular que é realizado nas ocasiões normais. Ocasionalmente é também referido como embandeiramento geral ou empavesamento. O embandeiramento nos topes constitui uma variante simplificada do embandeiramento em arco.
No embandeiramento em arco, as bandeiras do código internacional de sinais são colocadas em cabos apropriados designados "vergueiros do embandeiramento". Os vergueiros são colocados desde o bico de proa, passando pelos topes dos mastros (ou tope do mastro, quando apenas existe um), até à popa, pendendo verticalmente da proa e da popa através da colocação de pesos nos respetivos chicotes. A colocação das bandeiras de sinais devem ser feita de modo a que aquelas se sucedam aleatoriamente, de modo a que não formem palavras ou mensagens, alternando-se os galhardetes com as bandeiras e conjugando-se as respetivas cores, de modo a produzir um efeito esteticamente agradável. Completam o embandeiramento em arco, bandeiras nacionais arvoradas nos topes de cada mastro. Mantêm-se arvoradas as bandeiras do embandeiramento particular, incluindo a bandeira de popa, mas também o jaque, a flâmula, as insígnias ou distintivos pessoais nos navios de guerra, o distintivo do armador nos navios de comércio e o galhardete do clube e distintivo do proprietário nas embarcações de recreio. Nas marinhas de alguns países, a ordem pela qual são dispostas as bandeiras de sinais está regulamentada, enquanto que em outras fica ao critério da tripulação do navio.

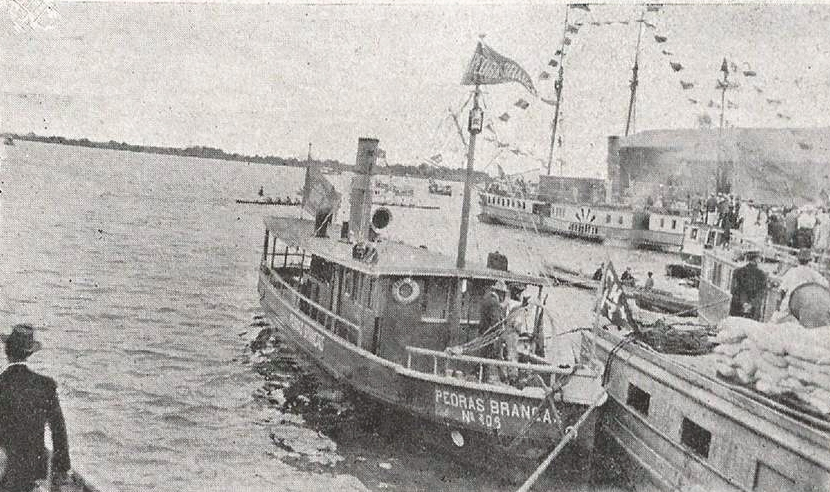
Embarcações embandeiradas em arco por ocasião da Festa de Nossa Senhora dos Navegantes de Porto Alegre em 1918.

Em ocasiões especiais, mas menos importantes e que não mereçam um embandeiramento em arco, procede-se ao embandeiramento nos topes, que consiste no arvorar de bandeiras nacionais nos topes de cada mastro da embarcação, além das bandeira de popa e das restantes bandeiras do embandeiramento particular, mas sem as bandeiras do código internacional de sinais. Em alguns casos, o embandeiramento nos topes também é realizado quando o navio se encontra a navegar, nas ocasiões em que se realizaria o embandeiramento em arco se o mesmo estivesse fundeado.
Quando o embandeiramento em arco ou nos topes é realizado em honra de um estado estrangeiro, tradicionalmente arvora-se a bandeira desse estado, em vez da bandeira nacional da embarcação, no tope do mastro principal da mesma. No passado, era comum usar bandeiras nacionais de diversos países para o embandeiramento em arco, mas essa prática já não é aceitável hoje em dia. Como atualmente, muitas embarcações de pequeno porte já não levam a bordo conjuntos de bandeiras do código internacional de sinais, realizam o embandeiramento em arco através da colocação de grinaldas de bandeirolas coloridas produzidas especificamente para uso decorativo.